# Maciej Szymczak
Maciej Szymczak (ur. 26 lipca 1980 w Poznaniu) – polski pisarz. Autor opowiadań i powieści z gatunku horror, w których odnaleźć można nawiązania do postaci historycznych i wierzeń słowiańskich, a także skandynawskich. Pomysłodawca i redaktor serii antologii w klimacie słowiańskiej grozy, a także twórca nurtu słowiański horror.

## Życiorys
Urodził się i wychował w Poznaniu. Jest synem Janusza Szymczaka (przedsiębiorcy, elektryka) oraz Hanny Szymczak. Ma siostrę Agnieszkę. Prywatnie ojciec dwojga dzieci (Anastazji Szymczak, Leona Szymczaka).
Od dziecka interesował się literaturą i pisaniem. Pierwsze opowiadanie napisał w wieku 9 lat. Ukończył I Liceum Ogólnokształcące w Baranowie (już nieistniejące) oraz Uniwersytet im. Adama Mickiewicza w Poznaniu na kierunku filozofia. W latach 1996–2000 wokalista i założyciel młodzieżowej, heavymetalowej grupy Atheos. W trakcie studiów zaangażowany członek i założyciel studenckiej grupy poetyckiej Bractwo Śniących. O sobie mówi, że jest miłośnikiem natury, zwolennikiem religii naturalnych, wolnomyślicielem przez cały czas poszukującym odpowiedzi na różnorodne, nurtujące pytania. Administruje stroną Krew Zapomnianych Bogów, której celem jest promowanie słowiańskiego horroru – inspirowanego kulturą słowiańską. Pracuje jako agent turystyczny, a pisanie jest jego pasją.
Jako autor występował w 2022 roku na festiwalu Pyrkon podczas panelu „Słowiańska groza w natarciu”, a także na festiwalu Starfest w ramach spotkania autorskiego. Zapowiedziana została również jego obecność w Strefie Literackiej na Pyrkonie 2023.

## Twórczość
Jego teksty są publikowane w magazynach Szortal Na Wynos, Histeria, Czerwony Karzeł oraz Gniazdo, a także na portalach internetowych: Horror Online, Kostnica, Arena Horror.
W roku 2018 ukazał się jego debiutancki zbiór opowiadań Sinobrody i inne opowiadania. W 2021 swoją premierę miała powieść Ostatni berserk oraz autorski zbiór opowiadań Seryjni.pl. W roku 2022 ukazała się druga powieść: Klątwa żercy. 
Jego opowiadania ukazały się dotychczas w licznych antologiach w Polsce , a także w wydanej w Czechach antologii Polské Noční Můry, jak również audiobooku Słowiańskie koszmary.

### Lista dzieł

#### Książki
- Sinobrody i inne opowiadania[16]
- Ostatni berserk[17]
- Seryjni.pl[18]
- Klątwa żercy[19]

#### Opowiadania
Arena Horror:
- Odwet[23]

Horror Online:
- Bar przy Jeziorze Czarnym[24]
- Ciocia[25]
- Głodne duchy[26]
- Goście[27]
- Rudy[28]

Kostnica:
- 2027[29]
- Zbawiciel[30]
- Ponurak[31]
- Ostatni raz[32]